# Aschistophleps lampropoda
Aschistophleps lampropoda är en fjärilsart som beskrevs av George Francis Hampson 1892. Aschistophleps lampropoda ingår i släktet Aschistophleps och familjen glasvingar. Inga underarter finns listade i Catalogue of Life.